# Ruth Robertson
Ruth Agnes McCall Robertson Marietta (24 de mayo de 1905 en Taylorville, Illinois – 17 de febrero de 1998 en Rosenberg, Texas)  fue una fotoperiodista y piloto estadounidense que abrió el espacio como primera mujer en muchos ámbitos. Se le conoce principalmente por fotografiar desde el aire el Salto Angel en Venezuela y por realizar su medición, señalándole como la caída de agua más alta del mundo. Su recuento de la expedición fue publicado en la revista National Geographic en noviembre de 1949.

## Biografía
Robertson fue una pionera en la fotografía, contratada en 1939 por el periódico The Peoria Evening Star como su primera "fotógrafa femenina". Tres años más tarde, Robertson se mudó a Chicago y comenzó a trabajar para Acme News Pictures, que más tarde se convirtió en United Press International. Mientras trabajaba para Acme, Robertson cofundó un servicio de noticias independiente llamado Press Syndicate. A través de esta conexión, Robertson recibió asignaciones fotográficas que la convirtieron en la primera fotógrafa mujer a la que se le permitió ingresar al campo de béisbol de Wrigley Field en 1943, así como ser en la única fotógrafa femenina "en las convenciones demócrata y republicana de 1944".
Robertson había trabajado como fotoperiodista durante la Segunda Guerra Mundial, siendo asignada a Alaska. Después de regresar a un trabajo en el New York Herald Tribune, sintió que su "vida perdió su emoción".
En 1946, Robertson aceptó una asignación a Venezuela después de una conversación con ex colegas pilotos en un bar en Nueva York. Se interesó por el Salto Angel e inicialmente tomó fotografías aéreas. El 23 de abril de 1949, emprendió una expedición a la base de la catarata con el explorador letón Aleksandrs Laime.  Viajaron por el río Churún en curiaras y soportaron lluvias torrenciales. El 12 de mayo finalmente llegaron a las cataratas. La expedición fue la primera documentada, e incluyó a diez nativos Kamarakotos (incluida una mujer llamada Juanita), en llegar al pie de las cataratas, y también fue la primera en medirlas. 
Robertson permaneció en Venezuela durante los siguientes 12 años y se convirtió en editora del Daily Journal (antes conocido como Caracas Journal ), y posteriormente se mudó a México, antes de regresar a los EE. UU. a mediados de la década de 1960 y mudarse a Rosenberg, Texas, donde murió en 1998.
Los Archivos de Ruth Robertson se han conservado en el Harry Ransom Center de la Universidad de Texas en Austin.

## Asociaciones
- Sociedad de Mujeres Geógrafas, miembro
- Mesa Redonda Panamericana de Houston, miembro
- Club de Corresponsales Extranjeros, Ciudad de México, miembro